# Encarsia opulenta
Encarsia opulenta är en stekelart som först beskrevs av Filippo Silvestri 1927.  Encarsia opulenta ingår i släktet Encarsia och familjen växtlussteklar. Inga underarter finns listade i Catalogue of Life.